# Hexazaleptus junbesi
Genre
Espèce
Hexazaleptus junbesi, unique représentant du genre Hexazaleptus, est une espèce d'opilions eupnois de la famille des Sclerosomatidae.

## Distribution
Cette espèce est endémique du Népal.

## Étymologie
Son nom d'espèce lui a été donné en référence au lieu de sa découverte, Junbesi.

## Publication originale
- Suzuki, 1966 : « The phalangids of Himalayan Expedition of Chiba University 1963. » Japanese Journal of Zoology, vol. 15, no 2, p. 115–124.